# Anthocleista djalonensis
Anthocleista djalonensis là một loài thực vật có hoa trong họ Long đởm. Loài này được A.Chev. mô tả khoa học đầu tiên năm 1908.